# Teste de respiração espontânea
Um teste de respiração espontânea é um teste para doentes em ventilação mecânica, antes de poderem ser retirados do ventilador, ou seja, voltar à respiração normal. O processo de desmame depende muito da patologia do paciente, mas o caminho final comum para a independência do ventilador inclui sempre pelo menos uma tentativa de respiração espontânea. Foi demonstrado que os ensaios de respiração espontânea prevêem com precisão o sucesso da respiração espontânea.

## Indicações para ensaios de respiração espontânea
- Fracção de oxigénio inspirado (FIO2) inferior a 50%
- Pressão expiratória final positiva (PEEP) inferior a 8 cm de água
- "Definições mínimas de ventilação"
  - por exemplo, relação entre a pressão parcial arterial de oxigénio e o FIO2 (razão P/F) no índice de 400

## Métodos válidos
Em todos os métodos abaixo, a medição do desfecho comum é um Índice de Respiração Rápida e Superficial (Índice de Tobin, IRRS) menor ou igual a 105. O IRRS ("Riz-bee") é simplesmente a relação entre a frequência respiratória em respirações por minuto e o volume corrente em litros (f/Vt). Certamente, outras medidas, como o estado mental do doente, devem ser consideradas. Por exemplo, uma pontuação na Escala de Coma de Glasgow inferior a 8 é uma indicação independente para intubação em caso de lesão cerebral traumática (LCT).
- Mover ligeiramente o tubo de alimentação do ventilador para o fornecimento contínuo de oxigénio ("oxigénio de parede");
- Reduzir a pressão de suporte para 5 cm de água;
- Reduzir a pressão positiva contínua nas vias aéreas para 5 cm de água.

## Critérios para parar o TRE
Não existe um parâmetro único usado para ponderar o sucesso ou o fracasso do SBT, mas a combinação dos seguintes critérios é frequentemente levada em conta:
- Frequência respiratória FR >38 bpm por 5 minutos ou <6 bpm;
- SpO2 < 92%;
- Volume corrente (VC) < 325 mL;
- Frequência cardíaca: FC > 140 OU 25% acima da linha de base OU FC < 60;
- Pressão arterial: PAS 40 mm Hg acima do valor basal;
- Agitação, ansiedade ou desconforto piorando apesar da garantia;
- Índice de respiração rápida e superficial (IRRS) = FR/TV;
- Um prognostico mais consistente e poderoso;
- IRRS > 105 min/L previu bem a falha, mas se usado rigidamente pode retardar o processo de desmame.[2]

## Motivos para reintubação após TRE bem-sucedido
Uma TRE bem-sucedida não é garantia de que o paciente não retornará à intubação:
- Resistência das vias aéreas superiores (edema supraglótico);
- Tosse fraca e secreções excessivas;
- Reflexos deficientes das vias aéreas levando à aspiração;
- Fraqueza muscular respiratória causada pelo suporte de pressão;
- Aumento da carga cardíaca induzida pela remoção do CPAP;
- Início de nova patologia.[2]